# Олійник Андрій Петрович
Андрій Петрович Олійник (нар. 5 серпня 1983) — український футболіст, тренер, нападник коломийського «Варатика».

## Життєпис
У сезоні 2002/03 років виступав за футзальний клуб «Ураган» (Івано-Франківськ). У 2003 році захищав кольори ФК «Лужани» в аматорському чемпіонаті України. У 2003 році підписав перший професіональний контракт, з івано-франківським «Спартаком». Проте місця в першій команді для молодого нападника не знайшлося, тому його відправили до фарм-клубу «спартаківців» — «Спартака-2». Дебютував за команду з Калуша 2 серпня 2003 року в переможному (1:0) виїзному поєдинку 2-о туру групи А Другої ліги проти івано-франківської «Чорногори». Андрій вийшов на поле на 85-й хвилині, замінивши Олександра Помазанова. Єдиним голом за «прикарпатців» відзначився 16 серпня 2003 року на 79-й хвилині переможного (1:0) домашнього поєдинку 3-о туру групи А Другої ліги проти київського «Динамо-3». Олійник вийшов на поле на 46-й хвилині, замінивши Андрія Габяна. За «Спартак-2» відіграв 17 матчів (1 гол). У 2005 році знову виступав за ФК «Лужани». Напередодні сезону 2006/07 років повернувся до «Спартака», за який дебютував 27 липня 2006 року в програному (0:2) виїзному поєдинку 2-о туру Першої ліги проти сімферопольського «Динамо-ІгроСервіса». Андрій вийшов на поле в стартовому складі, а на 83-й хвилині його замінив Сергій Страховський. Єдиним голом за івано-франківську команду відзначився 17 серпня 2006 року на 65-й хвилині переможного (1:0) домашнього поєдинку 5-о туру Першої ліги проти бориспільського «Борисфена». Олійник вийшов на поле на 60-й хвилині, замінивши Михайла Коцабюка. У футболці «спартаківців» зіграв 29 матчів (1 гол).
Після розформування «Спартака» у 2007 році перейшов до «Нафтовика», за який дебютував 29 липня 2007 року в програному (0:1) виїзному поєдинку 1-о туру групи А Другої ліги проти чернівецької «Буковини». Андрій вийшов на поле в стартовому складі та відіграв увесь матч. Наприкінці липня — на початку серпня 2007 року зіграв за «нафтовиків» 2 матчі в Другій лізі, після чого за команду не виступав. З 2008 по 2009 рік грав за ФК «Лужани». У 2010 році перейшов до «Карпат» (Яремче). У Кубку України 2010/11 разом з «карпатівцями» дійшов до 1/16 фіналу. У тому розіграші Олійник з 5-а забитими м'ячами став найкращим бомбардиром турніру. 2011 року виступав за ФК «Гвіздець» у чемпіонаті Івано-Франківської області (6 матчів, 3 голи).
Напередодні початку сезону 2011/12 років повернувся до професіонального футболу, підписавши контракт з «Прикарпаттям». Дебютував зі івано-франківський клуб 24 липня 2011 року в програному (0:1) виїзному поєдинку 1-о туру групи А Другої ліги проти моршинської «Скали». Андрій вийшов на поле в стартовому складі, а на 77-й хвилині його замінив Олександр Микуляк. Дебютним голом у футболці «прикарпатців» відзначився 13 серпня 2011 року на 52-й хвилині нічийного (2:1) домашнього4-о туру групи А Другої ліги поєдинку проти чернігівської «Десни». Олійник вийшов на поле на 37-й хвилині, замінивши Юрія Іванишина. У складі «Прикарпаття» в Другій лізі зіграв 15 матчів та відзначився 5-а голами, ще 1 поєдинок провів у кубку України. Під час зимової перерви залишив івано-франківський клуб.
З 2012 по 2018 роки виступав у чемпіонаті Івано-Франківської області за «Карпати» (Яремче), «Гуцульщину» (Косів) та «Карпати» (Коломия). Сезон 2018/19 розпочав у футболці ФК «Турка».